# Гірнича промисловість Ірану
Гірнича промисловість Ірану.

## Загальна характеристика
Провідна галузь гірничої промисловості — нафтогазодобувна. Видобувають також широкий спектр інших корисних копалин (табл.). Загальна кількість робітників зайнятих в гірничодобувній промисловості — бл. 100 тис. чол. Видобуток хромових, свинцево-цинкових, мідних, залізних і марганцевих руд, а також кам. вугілля порівняно незначний. Але на початку XXI ст. сектор видобутку рудної сировини формує бл. 6% ВВП, щорічна експортна вартість виробленої мінеральній продукції складає US$605 млн. Іран дає всього 0,05% мінерального виробництва світу.
Нафта експортується в країни ЄЕС і Японію, країни що розвиваються. Основні експортні вантажні термінали знаходяться на о-вах Сіррі, Лаван і Харк. Загальна протяжність нафто- і продуктопроводів бл. 8 тис. км.
Таблиця. — Видобуток основних видів мінеральної сировини в Ірані (тис.т).
| Мінеральна сировина        | 1999    | 2000    | 2001    |
| Сира нафта                 | 191 700 | 193 300 | 193 500 |
| Природний газ (млрд м³.)   | 51      | 57      | 60      |
| Кам'яне вугілля            | 1 820   | 1 815   | 2 002   |
| Залізні руди               | 12 400  | 12 370  | 12 208  |
| Мідні руди                 | 14 400  | 14 500  | 14 415  |
| Марганцеві руди            | 205     | 160     | 101     |
| Хромітовий концентрат      | 160     | 151     | 161     |
| Поліметалічні руди         | 1 605   | 1 260   | 1 450   |
| Золото, кг                 | 760     | 765     | 770     |
| Барит                      | 205     | 183     | 218     |
| Бентоніт                   | 355     | 735     | 790     |
| Каолін                     | 810     | 860     | 806     |
| Боксит                     | 175     | 440     | 405     |
| Вогнетривкі глини          | 380     | 400     | 485     |
| Магнезит                   | 145     | 140     | 143     |
| Доломіт                    | 280     | 285     | 303     |
| Польовий шпат              | 140     | 156     | 168     |
| Сіль                       | 1 500   | 1 560   | 1 985   |
| Кварцит і кремнезем        | 1 050   | 960     | 1 710   |
| Сульфат натрію             | 510     | 420     | 387     |
| Гіпс                       | 9 850   | 10 700  | 10 890  |
| Вапняк                     | 34 500  | 35 000  | 41 800  |
| Виробний камінь            | 6 480   | 7 810   | 7 930   |
| Пемза                      | 510     | 600     | 760     |
| Інші (крім піску і гравію) | 9 000   | 14 800  | 10 800  |

- Mining Annual Review 2002

## Окремі галузі
Нафтова промисловість. Незважаючи на значне скорочення нафтовидобутку в порівнянні з серединою 1970-х років, Іран в 1996 займав 4-е місце з видобутку нафти і, як і раніше, входив до числа провідних світових експортерів нафти. Оскільки прибутки від продажу нафти життєво важливі для національної економіки, уряд розробив плани будівництва декількох нових терміналів. Найбільший у світі нафтопереробний завод в Абадані був сильно зруйнований після початку бойових операцій в Перській затоці. У 1990-х роках відновлені пошкоджені нафтопереробні заводи в Абадані, Ісфахані, Ширазі та введені в дію нові підприємства галузі в Еракі, Бендер-Аббасі і Бендер-Тахері.
У 2003 році близько 95% нафтовидобутку Ірану припадає на 29 родовищ. Двадцять два з цих родовищ розташовані на суші, сім — в Перській затоці. Найбільші діючі родовища на суші: Ахваз, Марун, Асмарі, Гачсаран, Агаджарі, Бангестан і Бібіхакиме — містять 80 млрд бар. сумарних запасів нафти. Тим часом старі гіганти поступово виробляються. В країні є 28 родовищ, видобуток на яких ще не починався, а серед них такі значні, як Дарховін, Шорум, Рігг, Доруд і Сарвестан. На шельфі 90% видобутку забезпечують родовища Абузар, Салман, Фурузан, Соруш, Норуз і Сирі [Petroenergy Information Network].
В кінці XX ст. Іран залучав до освоєння своїх нафтових родовищ нові іноземні фірми. Освоєнням родовища Сиррі займається французька компанія «Тоталь». У Ірані діють малайзійська компанія «Петронас», італійська компанія «Аджіп» і інші.
На початку 2003 р в іранському секторі шельфу Перської затоки, поблизу о. Лаван, компанія TotalFinaElf почала видобуток нафти на родовищі Балаль. Початковий рівень видобутку — 20000 бар./добу. У середині 2003 року, після введення в дію ще трьох експлуатаційних свердловин, темпи видобутку значно зросли. Видобута нафта з бурової платформи перекачується на острівний НПЗ. Розробка родовища ведеться за принципом «buy-back», відповідно до укладеної в квітні 1999 р. угоди. Фірма TotalFinaElf володіє 46,8% капіталу, італійська ENI — 38,2%, канадська Bow Valley — 15% [Offshore. 2003. V.63].
За висновками експертів видобуток нафти в Ірані в 2004–2005 рр. перевищить 6 млн бар./добу (300 млн т в рік). У 2015 р. Іран буде добувати по 6.4 млн бар./добу. Для досягнення таких показників необхідно продовжувати освоєння нових родовищ і досягти коефіцієнту нафтовіддачі продуктивних пластів в середньому по країні з 27,5% до 30% [Petroenergy Information Network].
Газова промисловість Ірану порівняно молода — видобуток вільного газу здійснюється з 1983 р. У 1999 р. з надр було видобуто 104.6 млрд м³ газу, в тому числі товарний видобуток 54.8 млрд куб.м. Близько 9% попутного нафтового газу станом на 2001 спалюється в факелах, понад 40% закачують в пласт для підвищення проценту добування нафти. Повністю припинити спалення газу в факелах планується до 2005 р. З моменту введення в експлуатацію в 1995 р. родовищ Агхар і Далан видобуток вільного газу на них досяг 14.4 млрд м³ на рік. На родовищі Далан діє газопереробна установка. Тут же розташована газова електростанція.
У енергетичному балансі країни на газ припадає 44% енергоносіїв; на природному газі працюють майже 85% іранських ТЕС. Товарний видобуток газу в Ірані після 2005 р. перевищить 100 млрд м³ (план). Найбільший енергетичний проєкт — розробка родовища Південний Парс, в яке вже вкладено близько 20 млрд дол. За даними держ. компанії NIOC родов., що складається з чотирьох самостійних покладів, може забезпечити видобуток в 226 млн м³/добу (82.5 млрд м³ на рік). Освоєння родовища розбите на 12 стадій (фаз), кожна з яких є самостійним проєктом. Реалізацію першої стадії здійснює державна Petroleum Development and Engineering Co. (PEDEC); очікуваний видобуток — 9.2 млрд м³ газу і 1.7 млн т конденсату на рік. Термін початку видобутку 2002–2003 рр. Друга і третя стадії — за консорціумом в складі компаній Total (40% капіталу), «Газпром» (30%) і малайзійської Petronas (30%). Початок видобутку — 2002 р.; очікуваний рівень — 20 млрд м³ газу і 3.6 млн т конденсату. У 2001 р. в рамках цього контракту завершилося будівництво двох морських платформ вартістю 123 млн дол., кожна з яких розрахована на буріння 10 свердловин. Четверта і п'ята стадії розробки родов., вартістю по 1.9 млрд дол. кожна, будуть здійснюватися компаніями ENI і Petropars (яка на 60% належить компанії NIOC) і включають будівництво в порту Бендер-Еселуйе газопереробного заводу. Роботи в рамках шостої-восьмої стадій, передбачають видобуток 29 млрд м³ на рік газу і 5 млн т конденсату (компанії — Petropars та британська Enterprise Oil). Дев'яту-дванадцяту стадії розробки родовища планують здійснити компанії BG, TotalFinaElf і Shell. Планується, що 15-16-a фази освоєння родовища забезпечать видобуток 50 млн куб.м/добу газу для продажу на внутрішньому ринку, виробництво 1 млн т на рік зрідженого нафтового газу (LPG) і 80 тис. бар./добу конденсату — на експорт і 1 млн т на рік етану — для використання як нафтохімічної сировини [Petroleum Economist. 2003. V.70, P. 10].
До кінця 2001 р. буде вирішене питання про доцільність розробки родовища Північний Парс. Потенціал річного видобутку — 37 млрд куб.м. Інтерес до цього проєкту виявляє компанія Shell.
Газ родовища Південний Парс будуть також закачувати для підтримки рівня видобутку нафти в родовища Джарі і, можливо, Ахваз і Мансурі (півд.-зах. остана Хузестан), газ родовища Північний Парс — в родовища Джарі, Кажаган, Биби-Хакіме і Бінак.
За повідомленням компанії NIOC, видобуток газу на родов. Табнак почнеться в 2003 р. На першій стадії розробки видобуток становитиме 20 млн куб.м/добу, на другій стадії, яка почнеться в ІІІ кв. 2003 р. — до 56 млн куб.м/добу [Petroleum Economist. 2002. V.69, № 11].
Загальна протяжність газорозподільної мережі Ірану становить 43.9 тис. км. Найбільші газопроводи країни — ІҐАТ-1 (Iranian Gas Trancline 1, 1200 км) і ІҐАТ-2 (600 км). У 2002 р. споруджується подвійний газопровід від родовища Південний Парс до порту Бендер-Еселує. Будується третій магістральний газопровід ІҐАТ-3 Південний Парс — Тегеран. Планується прокласти газопровід ІҐАТ-4 на північ країни (ТЕО німецької фірми PLE). Його довжина 700–800 км, продуктивність 110 млн м3/добу (40.5 млрд м³ газе на рік), а в подальшому — до 193 млн м³ (70 млрд м³ на рік). З них бл. понад 170 млн м³ — на експорт. Вартість проєкту 1.1-1.4 млрд дол. Діє газопровід Тебріз-Анкара, 1420 км, проєктна потужність 10 млрд м³ в рік (іранська ділянка — 270 км).
Іран має значний потенціал експорту природного газу (до 2005 р. — 40 млрд куб.м.). З 2002 р. за угодою з Туреччиною протягом 22 років газ постачатиметься по газопроводу Тебріз-Анкара. Початково експорт — на рівні 2 млрд м³ на рік, згодом — до 10 млрд м³ на рік. Є угода з Пакистаном про прокладення газопроводу (протяжність 2760 км, діаметр 1.4 м, вартість будівництва 5 млрд дол.) Південний Парс — Мултан (Пакистан), з продовженням на північ Індії. Потенційними покупцями іранського газу є Оман, Кувейт і ОАЕ. За оцінками, попит на імпортний газ в цих країнах бл. 20 млрд м³ на рік. У віддалені райони Іран планує закупати газ з Азербайджану та Туркменістану. У 2003 підписано контракт терміном на 25 років на постачання іранського природного газу в ОАЕ. Згідно з цим договором щодня в ОАЕ буде експортуватися понад 14 млн м³ природного газу. Постачання почнеться в 2005 році. Планується постачання газу і у Вірменію.
До 2005 р. видобуток газу в Ірані зросте з 300 млн куб.м/добу (2002) до 0.5 млрд куб.м/добу (182.5 млрд м³ на рік). За цей період частка газу в споживанні первинних енергетичних джерел зросте з 42% до 55% [Petroleum Economist. 2002. V.69, № 12].
Вугілля. Видобуток кам'яного вугілля ведеться в горах Ельбурсу і в Зеренді (недалеко від Керману), звідки його постачають на металургійний комбінат в Ісфахані. Головний новий вугільний проєкт у 2001–2002 рр. стосується родовища Parvadeh, що у віддаленій частині півдня пров. Хорасан (Khorassan). Тут буде побудована перша в Ірані повністю механізована шахта.
Залізо. У 2000 державна компанія National Iranian Steel Co. (NISCO) виробила бл. 7 млн т сталі; у 2005 р планується виробити 10 млн т. Залізняк для металургійного комбінату в Ісфахані надходить з родовищ в районі Бафка (неподалік від Йезду). Близько 60% хромітового концентрату направляють на завод в Абадані (Abaden), де щорічне виробництво ферохрому становить бл. 10 тис.т.
Поліметали. В Ірані розробляються численні родовища свинцевих і цинкових руд. До революції ці руди, а також хроміти (в районі Бендер-Аббаса) і барит (добувається недалеко від Куму) формували найважливіші статті вивозу, але в 1980-х роках їх експорт помітно скоротився. Видобуток Pb-Zn-руд в Ірані за 1998 р. становив 1,5 млн т з вилученням в концентрати 78 тис. т Zn і 17,5 тис. т Pb. Виробництво Zn і Pb склало по 12 тис. т.
На початку XXI ст. є три головні продуктивні одиниці у виробництві Zn-Pb. Їх розташування: Angouran біля Zanjan; Irankuh на околиці Ісфахана (Isfahan) і Kushk-Barq на схід від Йезд (Yazd). У 2000 р було перероблено сумарно 1.4 млнт руди, одержано 70 тис.т цинку в концентратах і 15,5 тис.т свинцю в концентратах. Ряд малих цинкових підприємств в околиці Zanjan виробили сумарно 18,5 тис.т цинкових зливків.
Компанія GIMCO розглядає проєкт залучення до розробки родов. Pb-Zn-руд Мехдіабад за 90 км на півд.-схід від Йезда, ресурси якого оцінюються в 42,5 млн т з сер. вмістом Zn 10,1%, Pb 2,6% і Ag 73 г/т. На острові Кешм збудовано цинковий завод продуктивністю 5 тис. т/рік. У перспективі планується будівництво другої лінії тією ж продуктивністю.
Алюмінієва промисловість країни до кінця XX ст. базувалася на імпортному бокситі і глиноземі. У 2000 р. введено в експлуатацію глиноземний завод продуктивністю 100 тис. т/рік на півн.-сході Ірану на базі родов. бокситів із запасами 22 млн т. Виробництво алюмінію компанією Iralco в 2000 р — 120 тис.т зливків, компанією Al Mahdi — 15 тис.т.
Міднодобувна підгалузь. Родовища мідних руд І. з комерційної точки зору є найбільш значущими серед металічних к.к. країни. Проєкт освоєння великого родовища (450 млн т із змістом металу 1,2%) в Серчешме (північно-далі на захід за Кермана) був практично готовий на початок революції, але видобуток мідної руди почався тільки в 1982. Аж до 1989 масштаби експлуатації були значно меншими потенційних, що оцінюються в 150 тис. т мідного концентрату на рік. Родовища в Серчешме, а також поклади, що ще не розробляються в Белуджистані і Йезді можуть перетворити Іран в один з провідних виробників міді у світі.
На гірничо-металургійному комплексі підприємств Sar Cheshmeh компанії NICICO в кінці XX ст. (1998 р.) виробництво Cu — конц-тів становило 354, Mo-конц-тів 3,1 і анодної Cu 138 тис. т. Ресурси руди в гірському відведенні підприємства оцінюються в 1250 млн т з сер. вмістом Cu 0,6%, Mo 0,03%, Au 0,27 і Ag 3,9 г/т. Після 2000 р. на комплексі збільшено виробництво Cu до 200 тис. т/рік.
За даними International Copper Study Group (ICSG) в Ірані в найближчі роки стануть до ладу мідні рудники Мейдук і Сунгун, а також мідеплавильний завод Керман.
Компанія ACCM на початку XXI ст. г.ч. закінчила будівництво ГЗК Songoun в історичній обл. Азербайджан проєктною продуктивністю по видобутку і переробці мідної руди 7 млн т/рік з виробництвом 45 тис. т Cu в конц-тах. Запаси що залучається до розробки родов. — 860 тис. т із сер. вмістом Cu 0,6% і Mo 0,1%.
У 2000 р. іранським виробником міді National Iranian Copper Industries Co. (NICICO) оброблено 14.4 млн т руди з сер. вмістом 0,8% Cu, і вироблено (із залученням імпортних концентратів) близько 170 тис. т анодної міді.
У 2003 р. введений в експлуатацію міделиварний комбінат в м. Хатунабад продуктивністю 80 тис. т міді на рік. Основним проєктувальником і постачальником обладнання для комбінату є китайська компанія NFC. Будівництво вела Національна компанія мідеплавильної промисловості.
Значним є Ірано-Шведський проєкт на мідному руднику Мейдук (Meydouk), який передбачає одержання тут у 2005 р 150 тис. т міді в концентратах.
Золото та інші метали. У золотому секторі Іран має незначне виробництво. У 2001 р підприємством Sar Cheshmeh вироблено 3 250 т молібденового концентрату, і попутно 410 кг золота та 15 500 кг срібла. Окремо від Sar Cheshmeh на мідеплавильному заводі копальні Мутег (Muteh), що за 145 км північніше Ісфахану (Isfahan), в 2001 вироблено 320 кг золота.
Індустріальні та будівельні матеріали. Іран є великим виробником індустріальних мінералів і виробного каменя. Це один з найбільших виробників гіпсу у світі, з щорічним його виробництвом 11 млн т. Видобувають також декоративні камені, переважно травертин, онікс, мармур і граніт (бл. 8 млн т у 2000 р). Нові проєкти гірничих робіт передбачають видобуток поташу, фосфату, ільменіту та інш.
У країні здійснюється програма лібералізації економіки з доступом іноземних інвестицій в мінерально-сировинний сектор.

## Гірничо-геологічна служба. Підготовка кадрів
Діяльність гірничодобувних підприємств в І. контролюється Мін-вом важкої промисловості, геол.-розвідувальні роботи — Геол. департаментом мін-ва. Дослідження проводяться галузевими компаніями, а також в Інституті геофізики при Тегеранському університеті (видає труди). Підготовка кадрів здійснюється в осн. в Абаданському технологічному інституті, Інституті стандартів, Тегеранському університеті, навчальних центрах галузевих компаній.